# Llista de monuments de Canet d'Adri
Llista de monuments de Canet d'Adri inclosos en l'Inventari del Patrimoni Arquitectònic Català pel municipi de Canet d'Adri (Gironès). Inclou els inscrits en el Registre de Béns Culturals d'Interès Nacional (BCIN) amb la classificació de monuments històrics, els Béns Culturals d'Interès Local (BCIL) de caràcter immoble i la resta de béns arquitectònics integrants del patrimoni cultural català.
| Monument                                                        | Protecció   | Estil/època                  | Localització                                            | Coordenades                                          | Codi?         | Imatge |
| --------------------------------------------------------------- | ----------- | ---------------------------- | ------------------------------------------------------- | ---------------------------------------------------- | ------------- | --- |
| Castell de Rocacorba, o Santuari de la Mare de Déu de Rocacorba | BCIN 612-MH | Medieval                     | Canet d'Adri                                            | 42° 04′ 03″ N, 2° 41′ 16″ E / 42.067590°N,2.687686°E | RI-51-0005844 | Castell de Rocacorba (Canet d'Adri) · Vegeu més fotos d'aquest monument · Carregueu una nova foto d'aquest monument                       |
| La Torre                                                        | BCIN 613-MH | XII                          | Canet d'Adri                                            | 42° 02′ 12″ N, 2° 43′ 51″ E / 42.036740°N,2.730890°E | RI-51-0005845 | La Torre (Canet d'Adri) · Vegeu més fotos d'aquest monument · Carregueu una nova foto d'aquest monument                                   |
| Ca n'Heres                                                      | BCIN 614-MH | Obra popular XVI-XIX         | Canet d'Adri                                            | 42° 03′ 27″ N, 2° 44′ 58″ E / 42.057474°N,2.749581°E | RI-51-0005846 | Ca n'Heres (Canet d'Adri) · Vegeu més fotos d'aquest monument · Carregueu una nova foto d'aquest monument                                 |
| Església parroquial de Sant Vicenç                              | BCIL 1985   | Romànic, renaixement XI, XVI | Canet d'Adri                                            | 42° 02′ 17″ N, 2° 44′ 06″ E / 42.038163°N,2.734946°E | IPA-20856     | Església parroquial de Sant Vicenç (Canet d'Adri) · Vegeu més fotos d'aquest monument · Carregueu una nova foto d'aquest monument         |
| Can Bigoti                                                      |             | Obra popular XVIII           | Canet d'Adri                                            | 42° 02′ 44″ N, 2° 44′ 55″ E / 42.045534°N,2.748522°E | IPA-20857     | Carregueu una nova foto d'aquest monument                                                                                                 |
| Ampliació de l'Estanc                                           | BCIL 1999   | Historicisme XX Mitjan       | Canet d'Adri Carretera                                  | 42° 01′ 54″ N, 2° 44′ 23″ E / 42.031779°N,2.739630°E | IPA-20858     | Ampliació de l'Estanc (Canet d'Adri) · Vegeu més fotos d'aquest monument · Carregueu una nova foto d'aquest monument                      |
| Can Murtra                                                      | BCIL 1999   | Obra popular XVIII           | Canet d'Adri Veïnat de Montcal                          | 42° 02′ 03″ N, 2° 45′ 42″ E / 42.034178°N,2.761744°E | IPA-20859     | Carregueu una nova foto d'aquest monument                                                                                                 |
| Masia abandonada                                                |             | Obra popular XVI, XVII       | Canet d'Adri Veïnat de Montcal                          | 42° 02′ 17″ N, 2° 45′ 11″ E / 42.038050°N,2.75312°E  | IPA-20860     | Carregueu una nova foto d'aquest monument                                                                                                 |
| Can Germà                                                       | BCIL 1999   | Obra popular XVIII           | Canet d'Adri Veïnat de Montcal                          | 42° 02′ 05″ N, 2° 44′ 59″ E / 42.034830°N,2.749829°E | IPA-20861     | Can Germà (Canet d'Adri) · Modifica el valor a Wikidata · Carregueu una nova foto d'aquest monument                                       |
| Can Gaietà                                                      | BCIL 1999   | Obra popular XVII            | Canet d'Adri Veïnat de Montcal                          | 42° 02′ 13″ N, 2° 44′ 57″ E / 42.036986°N,2.749193°E | IPA-20862     | Carregueu una nova foto d'aquest monument                                                                                                 |
| Església de Santa Cecília de Montcal                            | BCIL 1985   | Romànic                      | Canet d'Adri Veïnat de Montcal                          | 42° 02′ 14″ N, 2° 45′ 33″ E / 42.037191°N,2.759075°E | IPA-20864     | Església de Santa Cecília de Montcal (Canet d'Adri) · Vegeu més fotos d'aquest monument · Carregueu una nova foto d'aquest monument       |
| Can Toscà                                                       | BCIL 1985   | Obra popular XVII-XVIII      | Canet d'Adri Veïnat de Montcal                          | 42° 02′ 10″ N, 2° 45′ 00″ E / 42.036051°N,2.750084°E | IPA-20865     | Can Toscà (Canet d'Adri) · Modifica el valor a Wikidata · Carregueu una nova foto d'aquest monument                                       |
| Can Colomer, Ca n'Argelaguer                                    | BCIL 1999   | Obra popular XVII            | Canet d'Adri Veïnat d'Adri                              | 42° 03′ 03″ N, 2° 43′ 42″ E / 42.050847°N,2.728344°E | IPA-20867     | Can Colomer (Canet d'Adri) · Vegeu més fotos d'aquest monument · Carregueu una nova foto d'aquest monument                                |
| Església de Sant Llorenç d'Adri                                 | BCIL 1985   | Romànic XII, XVIII           | Canet d'Adri Veïnat d'Adri                              | 42° 03′ 08″ N, 2° 44′ 28″ E / 42.052159°N,2.741009°E | IPA-20868     | Església de Sant Llorenç d'Adri (Canet d'Adri) · Vegeu més fotos d'aquest monument · Carregueu una nova foto d'aquest monument            |
| Mas Rigau                                                       | BCIL 1985   | Obra popular XVII            | Canet d'Adri                                            | 42° 01′ 31″ N, 2° 44′ 40″ E / 42.025242°N,2.744398°E | IPA-20869     | Carregueu una nova foto d'aquest monument                                                                                                 |
| Església de Sant Joan de Montbó                                 | BCIL 1985   | Romànic XI                   | Canet d'Adri Montbó                                     | 42° 02′ 56″ N, 2° 45′ 55″ E / 42.04887°N,2.76531°E   | IPA-20870     | Església de Sant Joan de Montbó (Canet d'Adri) · Vegeu més fotos d'aquest monument · Carregueu una nova foto d'aquest monument            |
| Església parroquial de Sant Martí de Biert                      | BCIL 1985   | Romànic X                    | Canet d'Adri Biert                                      | 42° 04′ 48″ N, 2° 42′ 28″ E / 42.07991°N,2.70785°E   | IPA-20871     | Església parroquial de Sant Martí de Biert (Canet d'Adri) · Vegeu més fotos d'aquest monument · Carregueu una nova foto d'aquest monument |
| Can Parregueres                                                 | BCIL 1985   |                              | Canet d'Adri                                            | 42° 03′ 31″ N, 2° 43′ 30″ E / 42.058643°N,2.725048°E | IPA-40534     | Carregueu una nova foto d'aquest monument                                                                                                 |
| La Ca Dalt                                                      | BCIL 1985   |                              | Canet d'Adri                                            | 42° 03′ 55″ N, 2° 42′ 22″ E / 42.065172°N,2.706248°E | IPA-40535     | Carregueu una nova foto d'aquest monument                                                                                                 |
| Mas Verd                                                        | BCIL 1985   |                              | Canet d'Adri                                            | 42° 03′ 40″ N, 2° 42′ 31″ E / 42.061165°N,2.708690°E | IPA-40536     | Carregueu una nova foto d'aquest monument                                                                                                 |
| Mas Cavaller                                                    | BCIL 1985   | Obra popular XVi-XVIII       | Canet d'Adri Veïnat de Foleià                           | 42° 03′ 32″ N, 2° 42′ 24″ E / 42.058965°N,2.706700°E | IPA-40537     | Mas Cavaller (Canet d'Adri) · Vegeu més fotos d'aquest monument · Carregueu una nova foto d'aquest monument                               |
| Can Pou                                                         | BCIL 1985   |                              | Canet d'Adri                                            | 42° 03′ 13″ N, 2° 44′ 08″ E / 42.053746°N,2.735492°E | IPA-40538     | Carregueu una nova foto d'aquest monument                                                                                                 |
| Can Bosch d'Adri                                                | BCIL 1985   |                              | Canet d'Adri                                            | 42° 02′ 00″ N, 2° 45′ 17″ E / 42.033429°N,2.754616°E | IPA-40539     | Carregueu una nova foto d'aquest monument                                                                                                 |
| Can Teixidor                                                    | BCIL 1999   |                              | Canet d'Adri                                            | 42° 02′ 24″ N, 2° 44′ 02″ E / 42.040068°N,2.733851°E | IPA-40540     | Carregueu una nova foto d'aquest monument                                                                                                 |
| Can Fuster                                                      | BCIL 1999   |                              | Canet d'Adri Veïnat de Montcal                          | 42° 02′ 18″ N, 2° 45′ 10″ E / 42.038283°N,2.752900°E | IPA-40542     | Carregueu una nova foto d'aquest monument                                                                                                 |
| Can Font                                                        | BCIL 1999   |                              | Canet d'Adri                                            | 42° 02′ 29″ N, 2° 45′ 17″ E / 42.041499°N,2.754682°E | IPA-40543     | Carregueu una nova foto d'aquest monument                                                                                                 |
| Can Torra                                                       | BCIL 1999   |                              | Canet d'Adri                                            | 41° 59′ 29″ N, 2° 44′ 55″ E / 41.991366°N,2.748556°E | IPA-40544     | Carregueu una nova foto d'aquest monument                                                                                                 |
| Can Mitjà de Rocacorba                                          | BCIL 1999   |                              | Canet d'Adri                                            | 42° 04′ 51″ N, 2° 42′ 16″ E / 42.080791°N,2.704366°E | IPA-40545     | Carregueu una nova foto d'aquest monument                                                                                                 |
| Can Puig                                                        | BCIL 1999   |                              | Canet d'Adri                                            | 42° 03′ 07″ N, 2° 43′ 43″ E / 42.051985°N,2.728681°E | IPA-40546     | Can Puig (Canet d'Adri) · Vegeu més fotos d'aquest monument · Carregueu una nova foto d'aquest monument                                   |
| Can Fàbrega                                                     | BCIL 1999   |                              | Canet d'Adri                                            | 42° 03′ 00″ N, 2° 43′ 39″ E / 42.049924°N,2.727469°E | IPA-40547     | Can Fàbrega (Canet d'Adri) · Vegeu més fotos d'aquest monument · Carregueu una nova foto d'aquest monument                                |
| Can Vives de Rocacorba                                          | BCIL 1999   | Obra popular XVII-XVIII      | Canet d'Adri Veïnat de Rocacorba                        | 42° 04′ 23″ N, 2° 40′ 46″ E / 42.073084°N,2.679527°E | IPA-40548     | Can Vives de Rocacorba (Canet d'Adri) · Vegeu més fotos d'aquest monument · Carregueu una nova foto d'aquest monument                     |
| Ca l'Espígol                                                    | BCIL 1999   |                              | Canet d'Adri                                            | 42° 02′ 46″ N, 2° 43′ 36″ E / 42.046211°N,2.726530°E | IPA-40549     | Carregueu una nova foto d'aquest monument                                                                                                 |
| Cal Ferrer Pagès                                                | BCIL 1999   |                              | Canet d'Adri                                            | 42° 02′ 04″ N, 2° 44′ 41″ E / 42.034553°N,2.744587°E | IPA-40551     | Carregueu una nova foto d'aquest monument                                                                                                 |
| La Vidella                                                      | BCIL 1999   |                              | Canet d'Adri                                            | 42° 03′ 06″ N, 2° 44′ 24″ E / 42.051731°N,2.739935°E | IPA-40552     | La Vidella (Canet d'Adri) · Vegeu més fotos d'aquest monument · Carregueu una nova foto d'aquest monument                                 |
| Rectoria d'Adri                                                 | BCIL 1999   | Obra popular XVIII           | Canet d'Adri Adri                                       | 42° 03′ 08″ N, 2° 44′ 25″ E / 42.052092°N,2.740416°E | IPA-40553     | Rectoria d'Adri · Vegeu més fotos d'aquest monument · Carregueu una nova foto d'aquest monument                                           |
| Can Noguer                                                      | BCIL 1999   |                              | Canet d'Adri                                            | 42° 03′ 13″ N, 2° 43′ 51″ E / 42.053618°N,2.730852°E | IPA-40554     | Carregueu una nova foto d'aquest monument                                                                                                 |
| Can Virolesc, Can Violic                                        | BCIL 1999   |                              | Canet d'Adri                                            | 42° 02′ 56″ N, 2° 45′ 42″ E / 42.048831°N,2.761747°E | IPA-40555     | Carregueu una nova foto d'aquest monument                                                                                                 |
| Cal Gaietano                                                    | BCIL 1999   | Obra popular XVII            | Canet d'Adri A l'est del nucli urbà, pel camí a Montcal | 42° 02′ 13″ N, 2° 44′ 57″ E / 42.036973°N,2.749162°E | IPA-40556     | Carregueu una nova foto d'aquest monument                                                                                                 |
| Molí Can Menna                                                  |             | Obra popular XIX             | Canet d'Adri Veïnat de Jordà                            | 42° 01′ 22″ N, 2° 44′ 13″ E / 42.022837°N,2.737044°E | IPA-42931     | Carregueu una nova foto d'aquest monument                                                                                                 |
| Molí de Can Ramió                                               |             | Obra popular Medieval, XIX   | Canet d'Adri                                            |                                                      | IPA-42948     | Carregueu una nova foto d'aquest monument                                                                                                 |
| Molí de la Cademont                                             |             | Obra popular XIV, XVI        | Canet d'Adri                                            |                                                      | IPA-42951     | Carregueu una nova foto d'aquest monument                                                                                                 |
| Molí d'en Baptista o Bafista                                    |             | Obra popular XVIII, XX       | Canet d'Adri Veïnat de Jordà                            | 42° 01′ 38″ N, 2° 44′ 20″ E / 42.027278°N,2.738785°E | IPA-42955     | Carregueu una nova foto d'aquest monument                                                                                                 |
| Molí de la Font de la Torre                                     |             | Obra popular                 | Canet d'Adri Paratge del Molí de la Torre               | 42° 03′ 06″ N, 2° 44′ 19″ E / 42.051612°N,2.738616°E | IPA-46339     | Molí de la Font de la Torre (Canet d'Adri) · Vegeu més fotos d'aquest monument · Carregueu una nova foto d'aquest monument                |
| Rec de Sant Llorenç, Pont de Sant Llorenç                       |             |                              | Canet d'Adri Carretera d'Adri a Collsacarrera           | 42° 03′ 06″ N, 2° 44′ 19″ E / 42.051612°N,2.738616°E | IPA-46410     | Carregueu una nova foto d'aquest monument                                                                                                 |
| Pont de Mas Batlle                                              |             | Obra popular                 | Canet d'Adri Paratge del Montcal                        | 42° 02′ 14″ N, 2° 45′ 29″ E / 42.037216°N,2.758024°E | IPA-46432     | Carregueu una nova foto d'aquest monument                                                                                                 |